# Paul Dangla
Léopold-Marie „Paul“ Dangla (* 16. Januar 1882 in Laroque-Timbaut oder 16. Januar 1878; † 26. Juni 1904 in Magdeburg) war ein französischer Radsportler.
Paul Dangla wurde als Sohn von Marie Pelegrin und Ferdinand Dangla geboren, der Vater, ein ehemaliger Gendarm, war als Garde champêtre in seinem Geburtsort Le Passage tätig. Ein Bruder war ein Jahr vor Danglas Geburt im Alter von neun Monaten gestorben. Ab 1896 erwarb er sich in seiner Heimatregion einen Ruf als guter Amateur im Sprint und bei Tandemrennen.

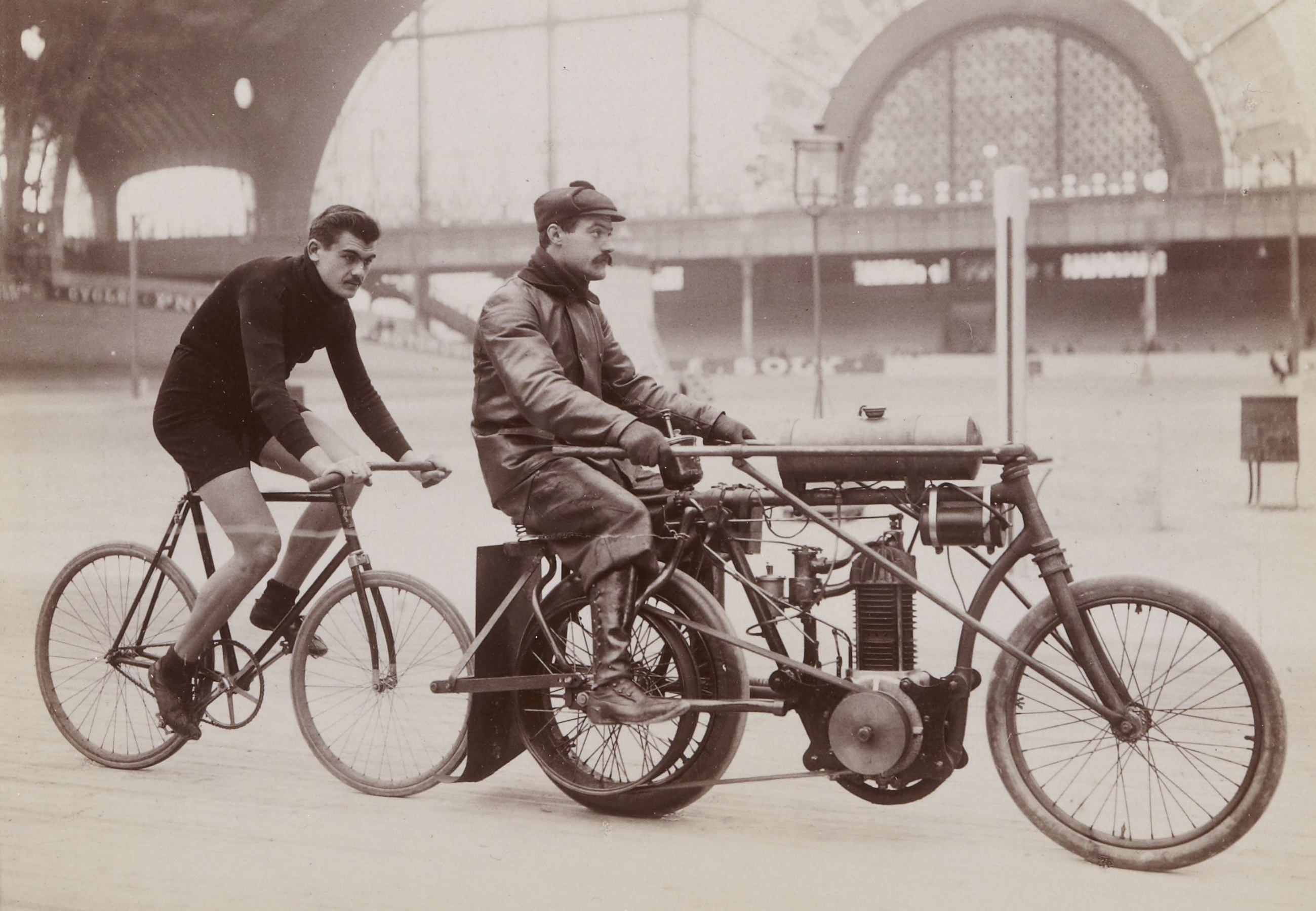
Paul Dangla hinter Schrittmacher Marius Thé im Vélodrome d’Hiver (1903/04)

1899 ging Paul Dangla, eigentlich gelernter Buchhalter, nach Paris, um als Profi bei Steherrennen zu starten und wurde ein beliebter Lokalmatador, und nachdem er am 16. August 1903 alle Weltrekorde des Deutschen Thaddäus Robl unterboten hatte, zum „Nationalhelden“. Am 18. Oktober stellte er im Prinzenparkstadion erneut einen Stundenweltrekord hinter Schrittmacher über 84,4577 Kilometer auf, da der Rekord vom August inzwischen von Tommy Hall unterboten worden war. 1903 wurde er Vize-Europameister der Steher und im selben Jahr französischer Vize-Meister. Am 12. Juni 1904 stürzte Dangla auf der Radrennbahn in Magdeburg, kurz nachdem er das Goldene Rad von Magdeburg gewonnen hatte. Er starb zwei Wochen später.
In Agen wurde eine Schule nach Dangla Collège Paul Dangla benannt, die diesen Namen bis heute (2016) trägt und an der Rue de Paul Dangla liegt. Viele Jahre stand auf seinem Grab auf dem Friedhof von Dolmayrac das Fahrrad, mit dem er verunglückt war; anlässlich seines 100. Todestages sollte es in eine gläserne Vitrine gestellt werden. Nachdem dies in der Presse angekündigt worden war, wurde das Fahrrad gestohlen.